# Evangelische Kirche Bonames

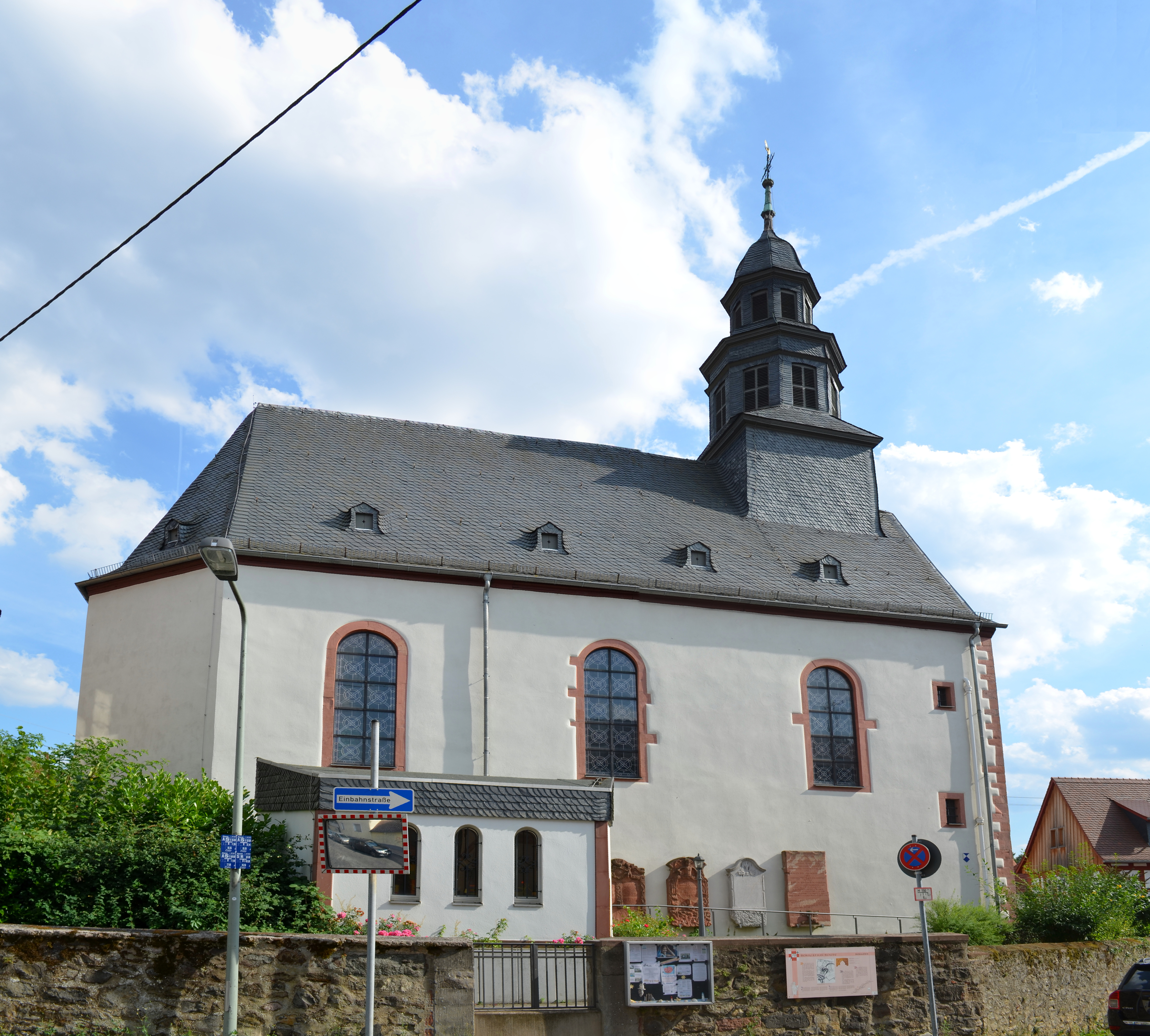
Nordansicht der Kirche

Die Evangelische Kirche Bonames ist ein auf das 15. Jahrhundert zurückgehendes, spätgotisches, barock umgestaltetes Gotteshaus in Bonames, einem Stadtteil von Frankfurt am Main.

## Entstehung und Entwicklung
Eine erste Kirche wurde in Bonames im Jahr 799 urkundlich erwähnt. Sie lag außerhalb des heutigen Ortes. Als Ersatz für dieses Gotteshaus errichteten an der jetzigen Stelle die Baumeister Arnolt Holtzhusen und Henne Wisse im Jahr 1477 eine Kirche in spätgotischem Stil. Trotz der Lage innerhalb der Stadtmauern von Bonames wurde sie als Wehrkirche erbaut, was heute noch an der Dicke ihrer Mauern erkennbar ist. Die Kirche hatte eine Glocke, da für 1483 ein Glöckner urkundlich erwähnt ist. Das Kirchenpatronat lag zunächst beim Stift der Marienkirche in Lich. In den 1530er-Jahren wurde die Reformation eingeführt. Die Grafen von Solms übernahmen im Zuge der Reformation als Landesherren über Lich auch das Patronatsrecht für Bonames von dem Marienstift.
Im Jahr 1546 wurde Bonames von kaiserlichen Truppen gebrandschatzt, wobei auch die Kirche beschädigt und anschließend wieder instand gesetzt wurde. Auf einem Plan der Frankfurter Landwehr von 1572 ist sie wieder intakt und mit Glocke dargestellt. 1618 verkaufte der damalige Graf von Solms das Kirchenpatronat an die Stadt Frankfurt, die auch die weltliche Herrschaft über Bonames innehatte. Während des Dreißigjährigen Krieges wurde die Kirche erneut stark beschädigt. Für die Instandsetzung sammelte man in allen umliegenden Gemeinden Geld, auch in der Stadt Frankfurt. Anschließend wurde das Gebäude in den Jahren von 1642 bis 1661 restauriert und in barockem Stil umgebaut. Seitdem ist das Erscheinungsbild der Kirche nahezu unverändert geblieben. Im Jahr 1752 kamen zwei ovale Fenster in die Fassade dazu, und 1776 wurde der Glockenturm ausgebaut, um drei Glocken aufhängen zu können. Im Inneren wurde seitdem die Ausstattung ergänzt. 1930 wurde das Gebäude unter der Leitung von Martin Elsaesser grundlegend renoviert. Mitte der 1960er-Jahre wurde der Altarraum angehoben, dessen Bodenniveau sich zuvor auf einer Ebene mit dem des Kirchenschiffs befand. Zu Beginn der 1980er-Jahre wurde eine Sakristei ergänzt.

## Architektur
Auf einem natürlichen Geländeplateau nördlich der Nidda liegt der historische Ortskern von Bonames. Die Kirche steht dort nach Osten ausgerichtet an der Homburger Landstraße, innerhalb des ehemaligen, von Mauern umgebenen Friedhofs. Der hohe, längliche Bau ist weiß verputzt und mit einem steilen Satteldach aus Schiefer gedeckt. Die Gebäudeecken sind durch roten Sandstein hervorgehoben ebenso wie die Laibungen der Fenster aus Sandstein bestehen. Drei hohe Fenster gliedern die südliche Fassade. Im Osten schließt der Chor sechseckig ab. In der hohen Giebelwand im Westen befinden sich der Eingang mit einem Vordach und ein ovales Fenster. Der Turm in Form eines gestuften Haubendachreiters befindet sich ebenfalls auf der Westseite. Die zwei Stockwerke des Turms haben einen achteckigen Querschnitt.
Im Innern hat die Saalkirche eine an drei Seiten umlaufende Empore und eine Flachdecke. Die Anordnung der Empore, die Brüstungsbilder und das Kruzifix im Blumenkreuz erinnern an die Innenarchitektur der Frankfurter Katharinenkirche, die als Vorbild diente.
Die Kirche ist ein Kulturdenkmal aufgrund des hessischen Denkmalschutzgesetzes.

## Ausstattung

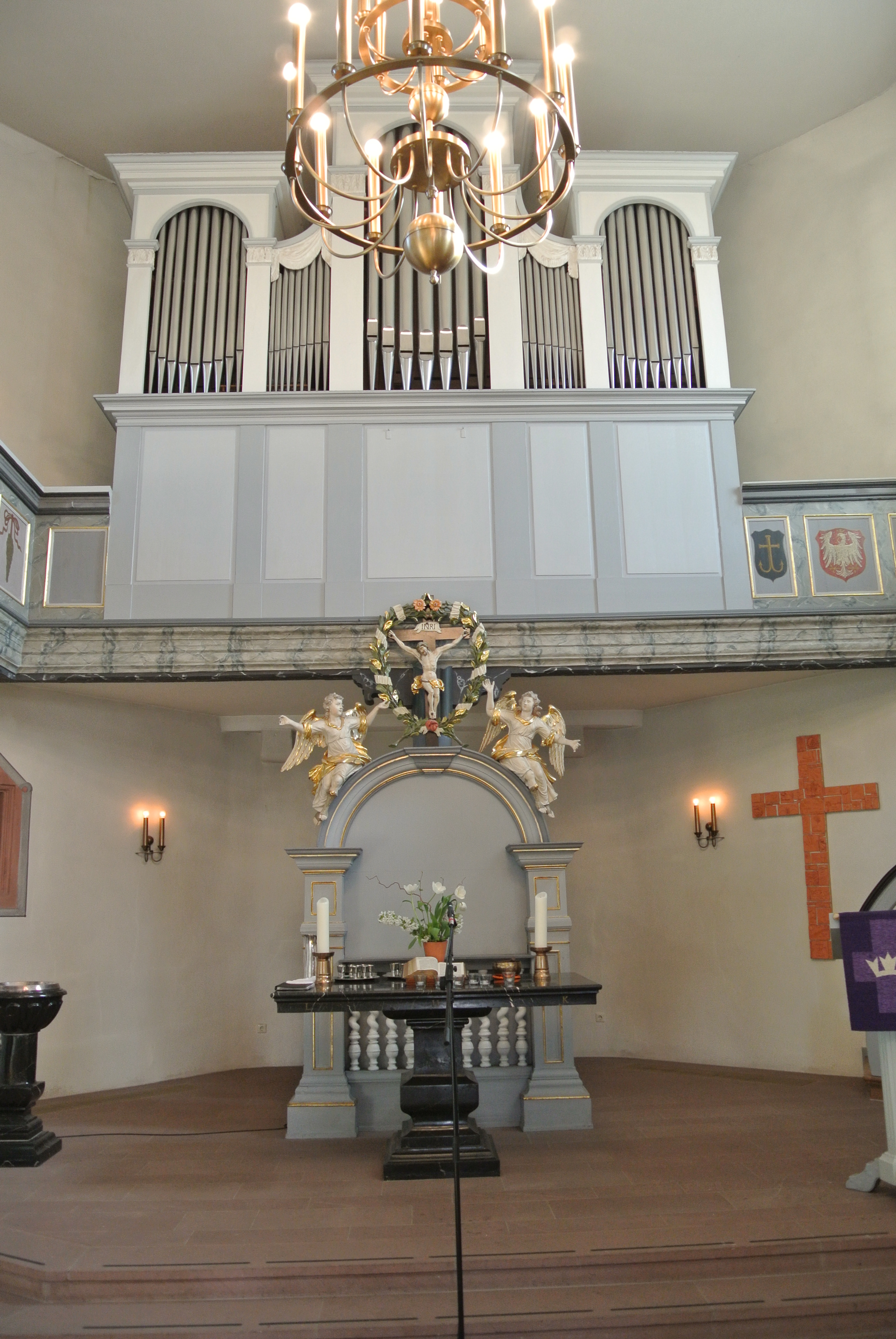
Altar und Orgel

Zwanzig Emporenbilder stellen Christus und die zwölf Apostel sowie Szenen aus dem Alten und dem Neuen Testament dar. Der Altar mit Kruzifix und zwei Engeln, die Kanzel mit Evangelienbildern und der Taufstein aus schwarzem Marmor wurden 1753 geschaffen. Den Taufstein stiftete der Frankfurter Landhauptmann und Gerichtsschultheiß von Bonames, Leonhard Kühn. Die Familie Holzhausen spendete 1894 ein aus dem Jahr 1670 stammendes Bild, das die Flucht nach Ägypten zeigt. 1920 wurde ein Gedächtnisbild des Frankfurter Malers Heiland zur Erinnerung an die Gefallenen des Ersten Weltkriegs angebracht. Bei der Renovierung 1930 sorgte Martin Elsaesser für eine farbige Ausmalung. In der Kirche sind sieben Grabdenkmäler erhalten, unter anderem von Achilles David Wunderer, Johann Adolf Wunderer, Pfarrer Johann Philipp Mann und Pfarrer Johann Heinrich Petersen.
Die Orgel fertigte Bernhard Dreymann im Jahr 1851. Sie wurde 1898 von Eifert aus Stadtilm renoviert und verfügt seither über 17 Register.

## Kirchhof
Auf dem alten Kirchhof wurde bis 1867 bestattet. Einige Grabplatten sind an der Außenwand der Kirche befestigt, unter anderem die von Johannes Holtzmann.

## Bildergalerie

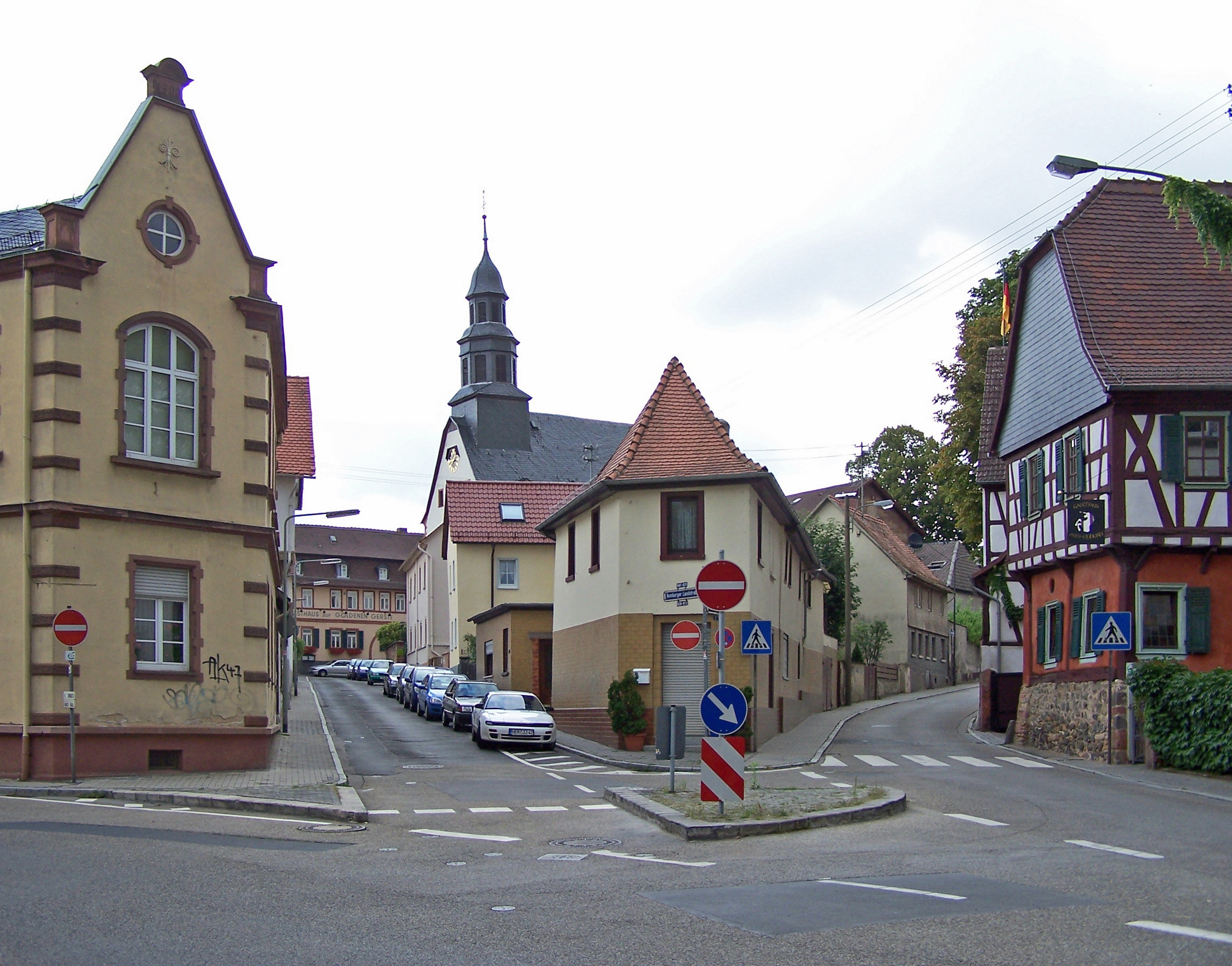
Ortskern mit Kirche von Süden
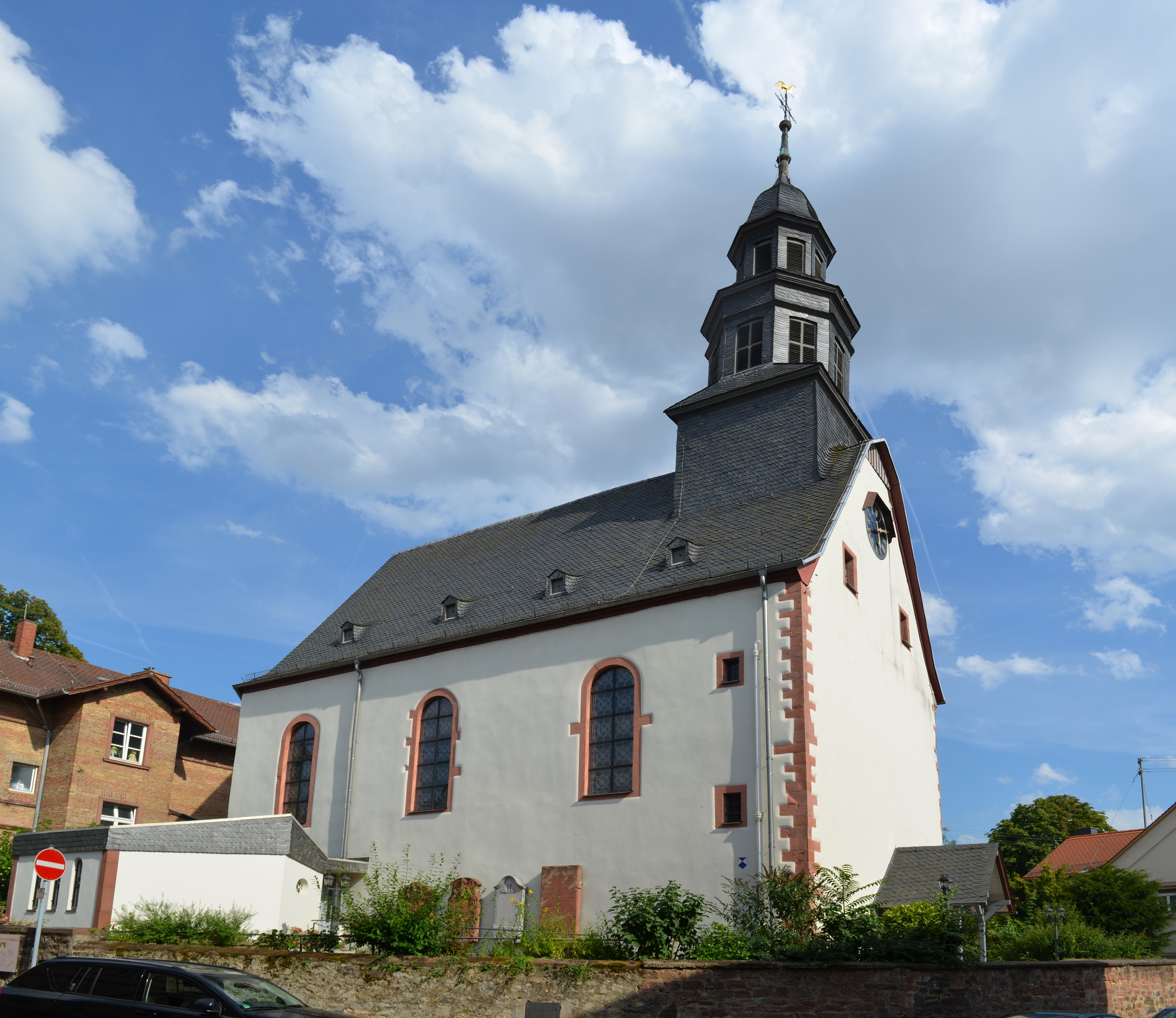
Nordwestansicht
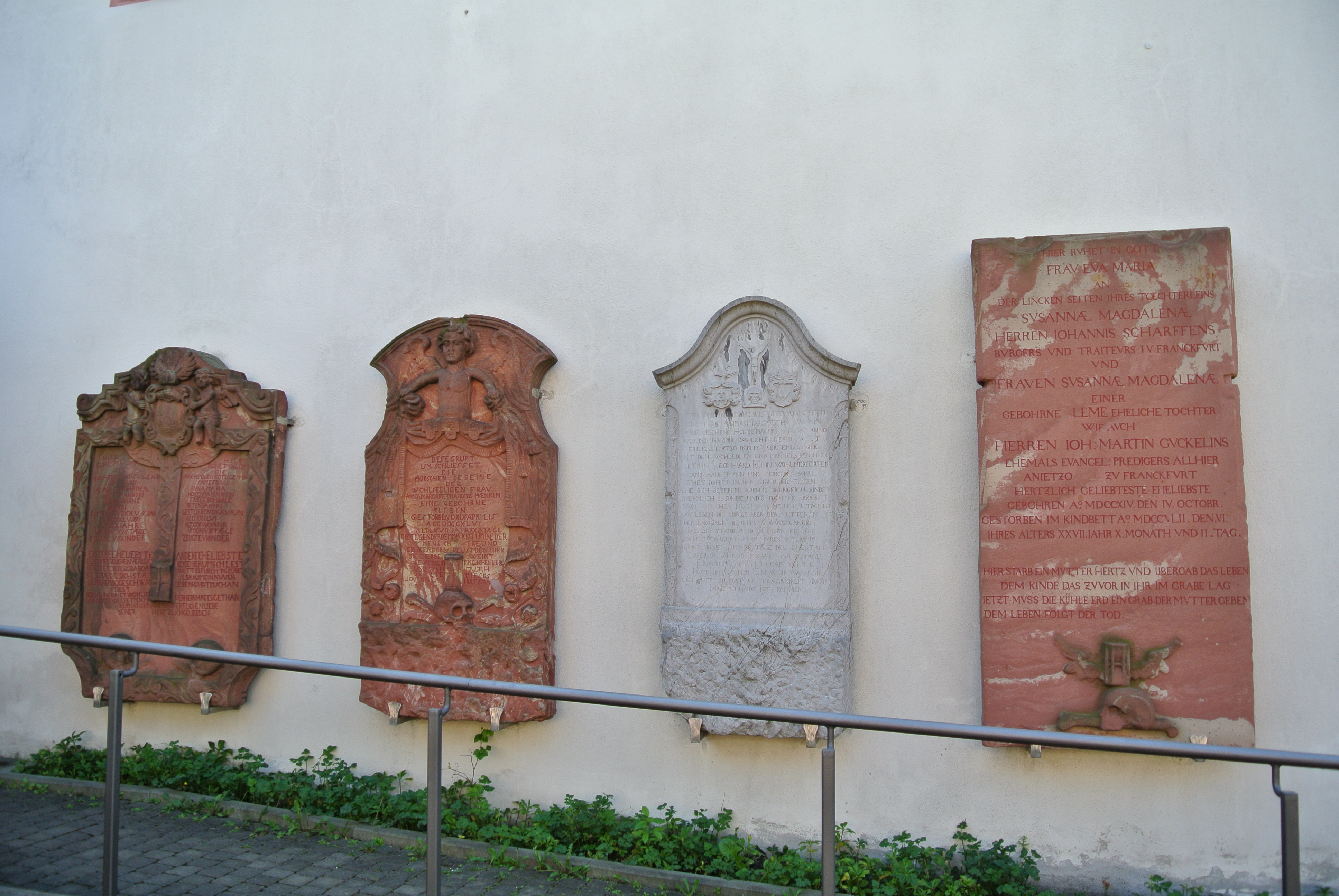
Grabsteine
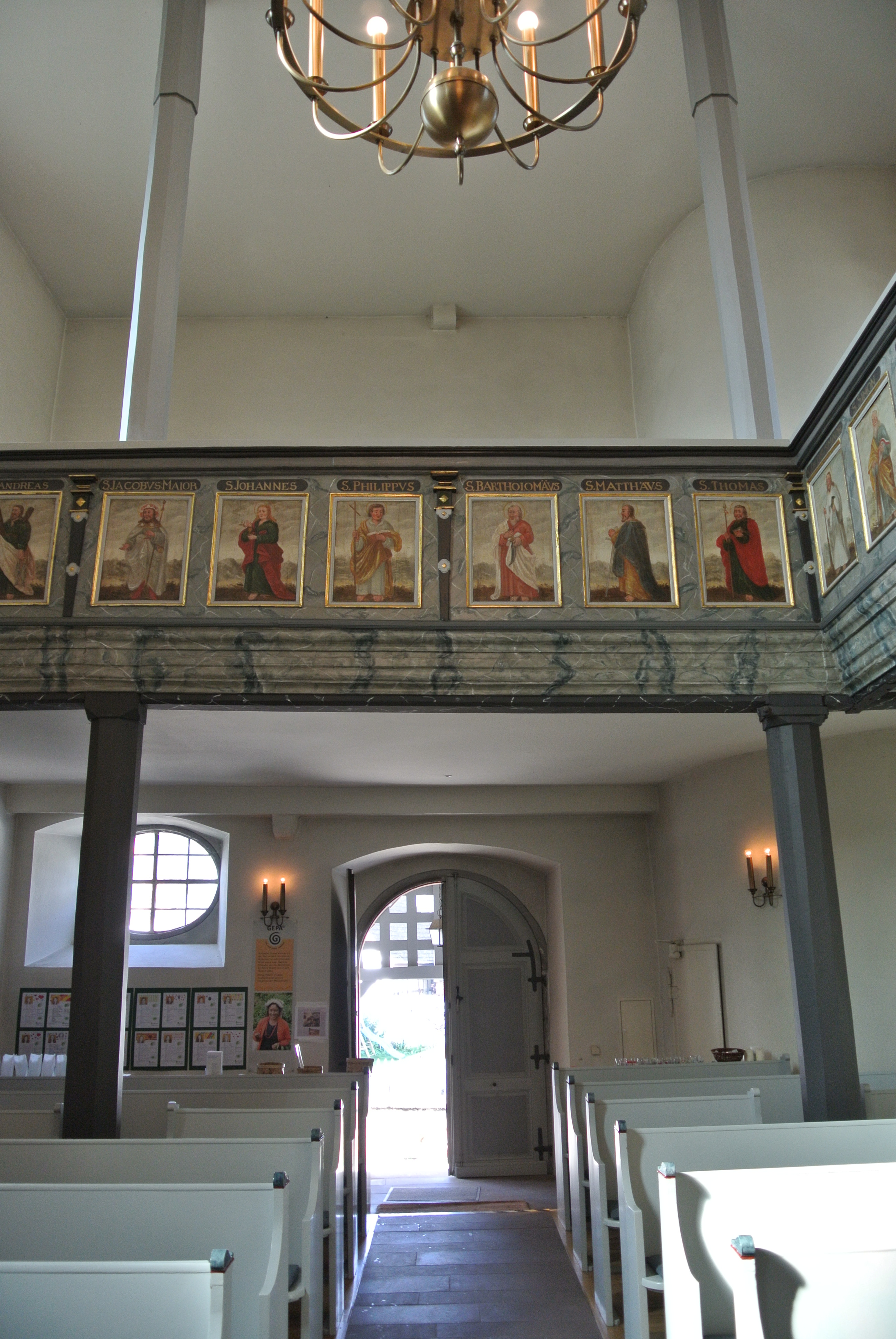
Empore
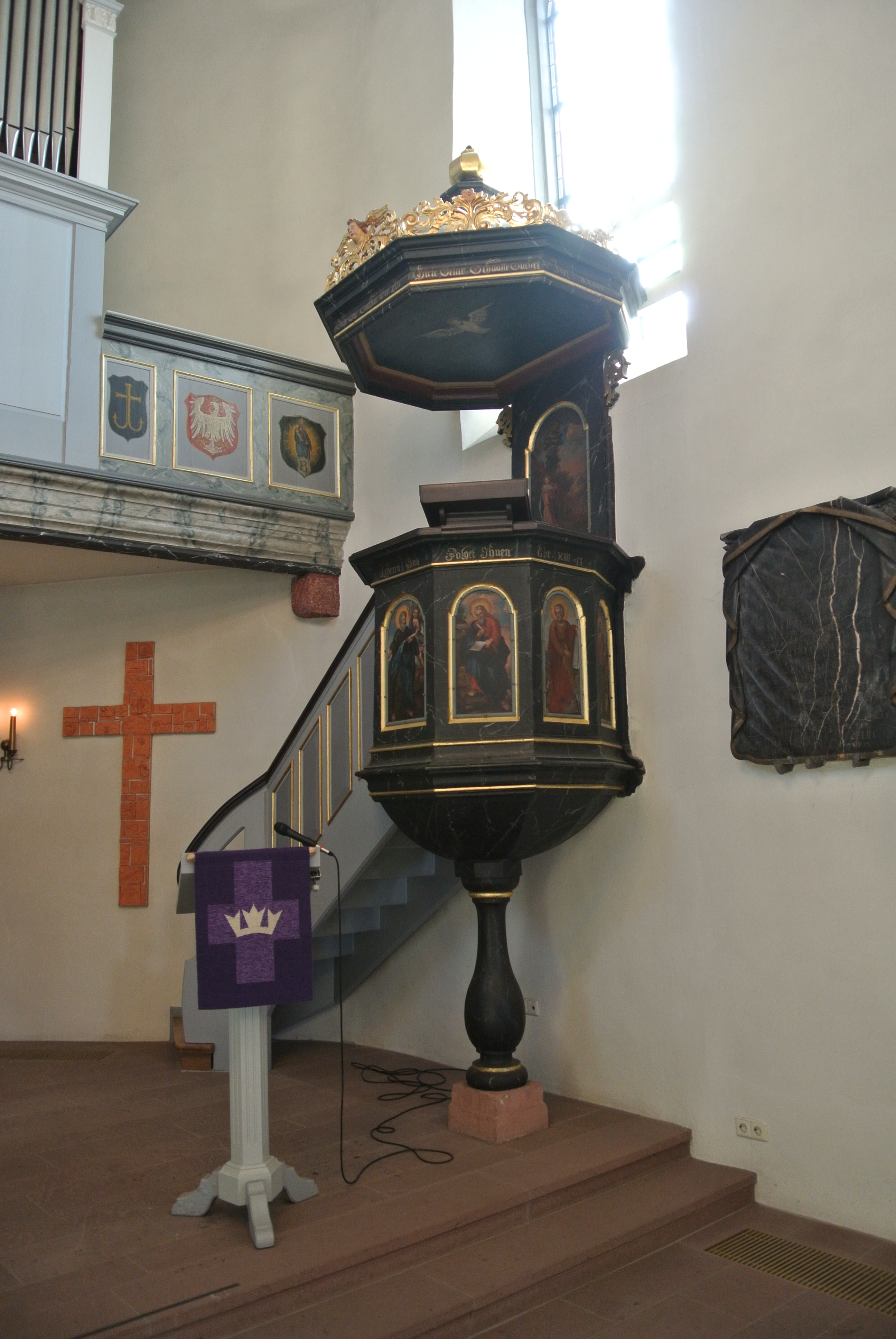
Kanzel

## Gemeinde
Die Pfarrei wurde erstmals im Jahr 1297 erwähnt. Pfarrer Johann Heinrich Henrici Senior beeindruckte 1667 Philipp Jakob Spener, weil er die Konfirmation im Gottesdienst vornahm, was damals noch unüblich war. Die seit 1979 eigenständige Kalbacher Kirchengemeinde wurde 2008 wieder mit der Bonameser Gemeinde vereinigt. Die Kirchengemeinde heißt seitdem Evangelische Miriamsgemeinde Bonames-Kalbach.